# Bartek zwycięzca (film)
Bartek zwycięzca – polski film dramatyczny z 1923 roku, będący adaptacją noweli Henryka Sienkiewicza o tym samym tytule.
Film kręcony w Poznaniu i na poligonie Biedrusko. Do naszych czasów zachował się jedynie we fragmentach.

## Główne role
- Władysław Pytlasiński (Bartek Słowik),
- Eugenia Zasempianka (Magda, żona Bartka),
- Roman Żelazowski (generał Steinmetz)